# بروتيوس (قمر)
بروتيوس (بالإنجليزية: Proteus)‏ المعروف أيضا باسم Neptune VIII, ثاني أكبر أقمار نبتون، وأكبر الأقمار الداخليه لنبتون
اكتشف من قبل العالم ستيفن سينوت أحد علماء المسبار فضائي فوياجر 2 في عام 1989 الاسم Proteus مقتبس من
الميثولوجيا الإغريقية والذي يعني إله البحر
بروتيوس ,أحد أحلك الأجسام في النظام الشمسي - «ظلام مثل السخام» أن بروتيوس يعكس 6٪ فقط من أشعة الشمس القدر الظاهري= 20.3
قطر بروتيوس حوالي 400 كيلومترا (250 ميلا) ، وأكبر من نيريد. لم يكتشف من الأرض لأنه قريب جدا من نبتون فقد في وهج ضوء الشمس المنعكس. بروتيوس له شكل غير منتظم إلى حد ما وهناك أيضا عدد من المنحدرات، والأخاديد والوديان ذات الحفر الكبيرة على سطحة
بروتيوس يدور حول نبتون على مسافة حوالي 92800 كيلومترا (57700 ميلا) فوق قمم السحب، متوسط المسافة من نبتون 117,600 كلم ويكمل دورة واحدة في 26 ساعة، 54 دقيقة.

## خصائص
بروتيوس هو ثاني أكبر قمر من أقمار نبتون أكبر من نيريد، ويبلغ قطره حوالي 420 كيلومترا، وثاني قمر يكتشف من أقمار نبتون. لم يتم رصدة من قبل التلسكوبات الأرضية لأنه قريب جدا من نبتون ويضيع في وهج أشعة الشمس المنعكسة من الكوكب. سطح بروتيوس مظلم-له بياض هندسي حوالي 10٪. لون سطحه محايد (لالوني) لأن الانعكاسية لا تتغير بشكل ملحوظ في الطول الموجي من البنفسج إلى اللون الأخضر في الأشعة تحت الحمراء القريبة في حدود 2 ميكرون سطح بروتيوس يصبح أقل انعكاسية، مشيرا إلى وجود محتمل للمركبات العضوية المعقدة مثل الهيدروكربونات أو السيانيدات. هذه المركبات قد تكون مسؤولة عن البياض المنخفض لأقمار نيبتون الداخلية. على الرغم من أن بروتيوس عادة ما يعتقد أنه يحتوي على كميات كبيرة من جليد الماء، فإنه لم يتم الكشف عن طيف الجليد على السطح
شكل بروتيوس شبة دائري نصف قطره حوالي 210 كم، وعلى الرغم من الانحرافات من الاشكال الكروية -تصل إلى 20 كم كبيرة .يعتقد العلماء أنه كبير بقدر جسم كثافته لم تسمح ان يسحب إلى شكل كروي كمال من قبل جاذبيتة الخاصة. بروتيوس ممدود قليلا في اتجاه نبتون، على الرغم من أن شكلة العام هو أقرب إلى متعدد السطوح غير منتظم منة إلى سطح ناقص. يظهر سطح بروتيوس عدة جوانب مسطحة أو مقعرة قليلا من 150 إلى 200 كم في القطر. ومن المحتمل أن تكون فوهات صدمية متآكلة.
بروتيوس هو معطى بالحفر الصدمية بشكل كبير، ولايظهر أي علامة على أي تغيير جيولوجي. أكبر حفرة، فاروس، يبلغ قطرها من 230 إلى 260 كم . عمقها حوالي 10-15 كم الحفرة لها قبة مركزية على ارتفاع بضعة كيلومترات.